# Renfe série 10000

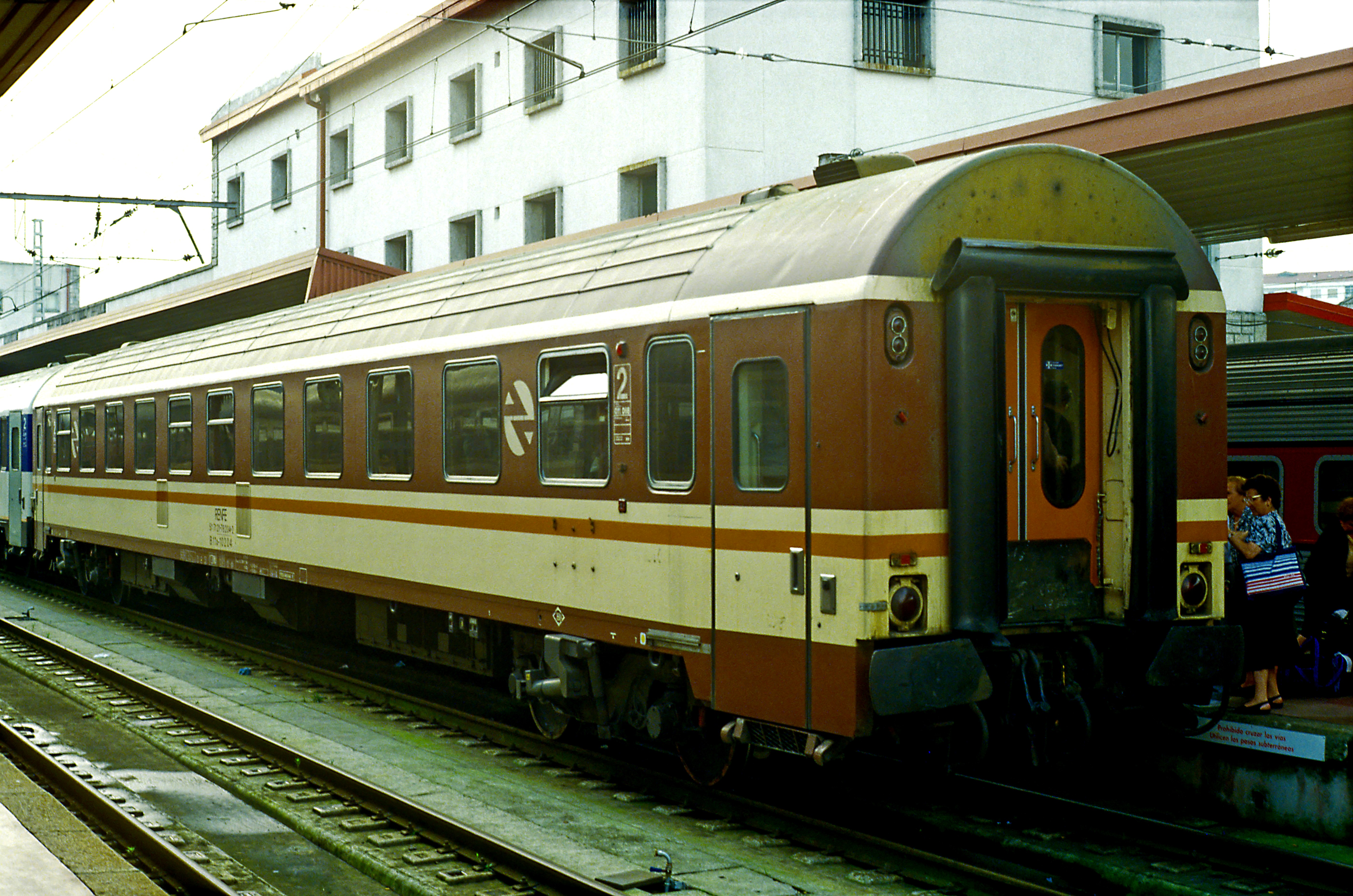
Voiture B11x-10200 du train de nuit « Estrella » (livrée historique).

La Série 10000 de la Renfe est une série de voitures de chemin de fer à compartiments pour longs parcours. Elles ont été construites par CAF, Macosa et Babcock & Wilcox à partir de 1984 et ont apporté un confort en net progrès avec la climatisation, leurs bogies « Gran Confort » développés par Caf, des portes à fermeture automatique et une meilleure finition de l'aménagement intérieur.

## Historique
Les trains de nuit Express de Renfe, étaient préalablement formés de voitures de la série 8000, devenues obsolètes du fait d'une vitesse limitée à 120 km/h, alors que les voies rénovées permettaient d'accueillir des trains aptes aux 160 km/h.
L'arrivée de la série 10000, a apporté un grand progrès en matière de confort.
Ces voitures sont climatisées.
Les portes d'accès louvoyantes coulissantes se ferment automatiquement lorsque la vitesse dépasse les 7 km/h.
Les nouveaux bogies permettent de rouler confortablement jusqu'à leur vitesse limite de 160 km/h. Les freins à disques sont commandés par air comprimé. Elles sont reconnaissables à leurs deux grilles d'aération placées sous les fenêtres de part et d'autre des deux baies centrales. 
Il n'y a actuellement plus beaucoup d'exemplaires en service. Quarante-et-une voitures ont été transformées en série 2000 pour le service de trains rapides Arco ; d'autres ont été transformées en série D-160 au Chili pour effectuer le service TerraSur Temuco, qui a cessé en 2009. Certaines ont été transférées à l'armée sous la dénomination de série Z-118000 . Les autres voitures, ont été pour la plupart réformées alors qu'elles n'étaient qu'à mi-vie. En effet, à la fin des années 1990, la Renfe a décidé de privilégier le recours aux rames automotrices au détriment des trains constitués de matériel remorqué classique.

## Sous-séries
Les voitures de la série 10000 étaient de différents types, avec des voitures à places assises de 1re et de 2e classe, mais aussi des voitures-couchettes, des voitures-bar et des fourgons postaux. 
Les voitures de la Serie 10000 se répartissent ainsi :
- A10x-10000  51 71 10-78 001 à 037 : 37 voitures de 1re classe à 10 compartiments de 6 places, CAF et Macosa, 43 t,
- B11x-10200  51 71 21-78 201 à 296 : 96 voitures de 2e classe à 11 compartiments de 8 places (B11x 10201 à 102089 et B11 10290 à 10296), CAF et BWE, 44.2 t,
- DP10-10400  51 71 91-78 401 à 415 : 15 fourgons postaux.
- Bc10x-10600 51 71 50-78 101 à 020  : 20 voitures-couchettes de 2e classe à 10 compartiments de 6 couchettes ou 8 places assises, CAF, 46.5 t,
- BR4x-10800  51 71 85-78 101 à 021 : 21 voitures-bar de 2e classe à 4 compartiments de 8 places avec une cafétéria en partie centrale , 46.5 t, Macosa.

Les premières voitures construites se distinguent par leur portes bipivotantes (comme les voitures Corail) et non louvoyantes (comme les VSE ou UIC-Z) : Bc10x, A10x 10022 à 10037… 
Une autre série de 60 voitures-couchettes est curieusement rattachée à la série 9000 (sous-série Bc10x-9600) bien qu'elle soit sans rapport avec les autres voitures de cette série. Ces voitures-couchettes à portes bipivotantes se distinguent par un empattement de 19 m, associé à une caisse moins large (2.825 m) comme les premières voitures Corail Vu.

### Transformations
En 1987, 9 B11x-10200 sont transformées par Talleres Oliveros de Almería en :
- Bz5x-10500 50 71 85-78 501 à 509 avec espace de jeux pour les enfants.

Elles font à leur tour l'objet d'une transformation :
- A8lv-10500 58 71 60-78 501 à 505  : 5 voitures ex Bz5x-10505 à 9[2] aménagées en salle à allée centrale de 44 places de première classe par la Renfe (TCR de Málaga) ; elles sont équipées de sièges inclinables et affectées aux services de nuits ; elles sont confiées à la BA « Transversales ».

## Services
Ces voitures ont commencé leur carrière sur les express de nuit, renommés pour l'occasion Estrella (Étoile). Ils y côtoient les voitures de la série 7100 (issues de la rénovation de la série 8000) et quelques  Série 9600, quasiment identiques aux voitures-couchettes de la série 10000.
Les voitures offrant des places assises se retrouvent de façon sporadique dans les trains de jour à long parcours appelés Rápido ou Diurno.
C'est paradoxalement dans ce type de services de jour que la plupart des voitures finirent leurs jours.

## Livrées
La livrée d'origine était celle des trains Estrella : crème, bande bée et bas de caisse brun « galleta », bande orange soulignant les baies, toit gris.
Plus tard, quand la Renfe a été organisée en branches d'activité, les voitures ont été rattachées à la BA « Longue Distance » et ont pris une livrée blanc souligné d'une bande bleue bordée de blanc en bas de caisse. Cette livrée a été surnommée « Danone ».
En fin de carrière, quelques voitures ont reçu la nouvelle livrée blanc avec deux petites bandes pourpres en bas de caisse. Cette livrée a été surnommée « Pantone ». Les toits restent gris.

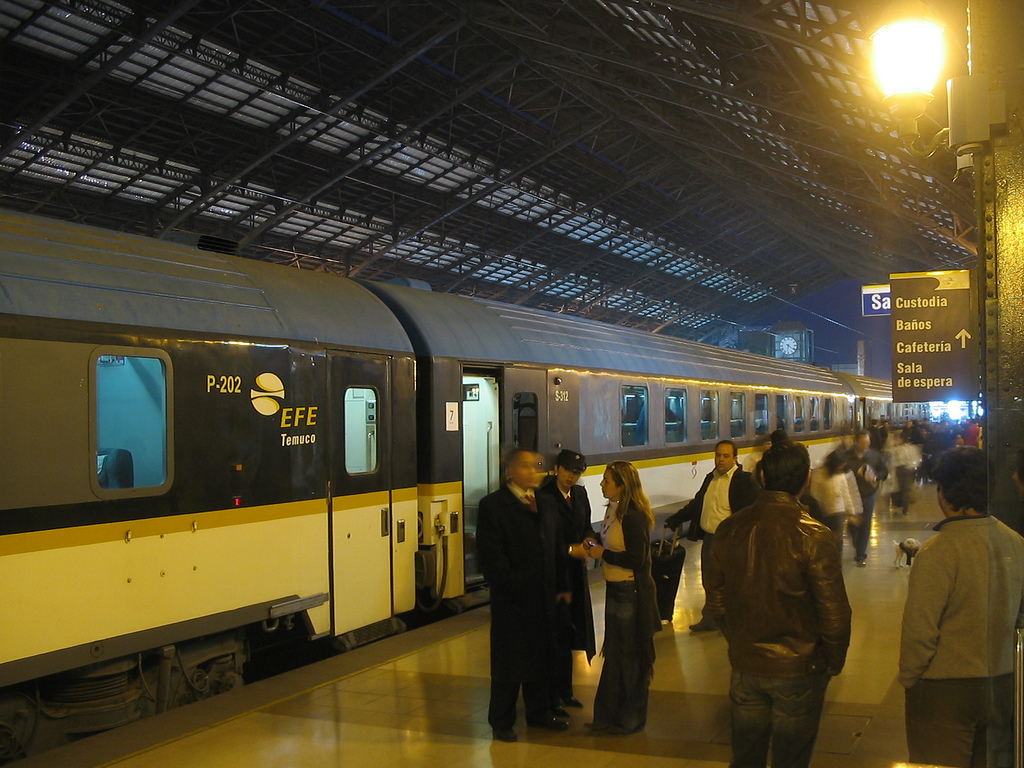
EFE série S-300 (ex Renfe série 10000) à Alameda, Santiago-du-Chili.
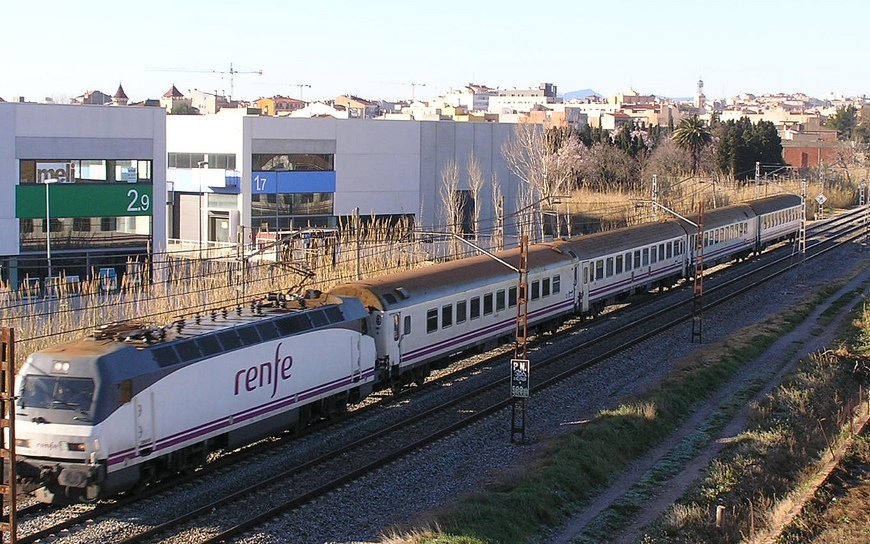
Composition de voitures des séries 9000 et 10000 de l'Estrella Costa Brava.
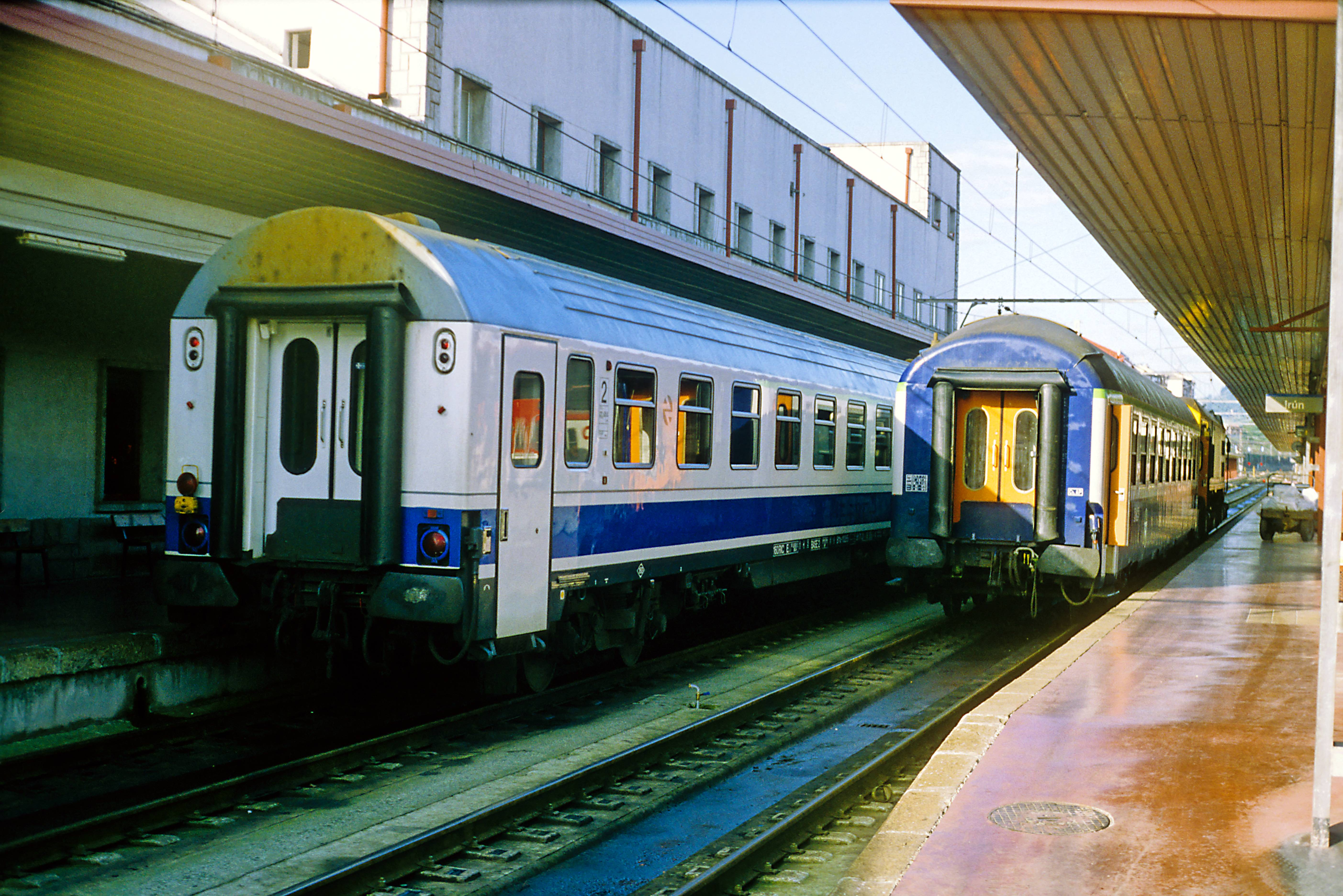
Voiture B11x-10200 en livrée dite « Danone » à Irun.